# Nerastria cnossia
Nerastria cnossia là một loài bướm đêm trong họ Noctuidae.